# Sigrid (Sängerin)

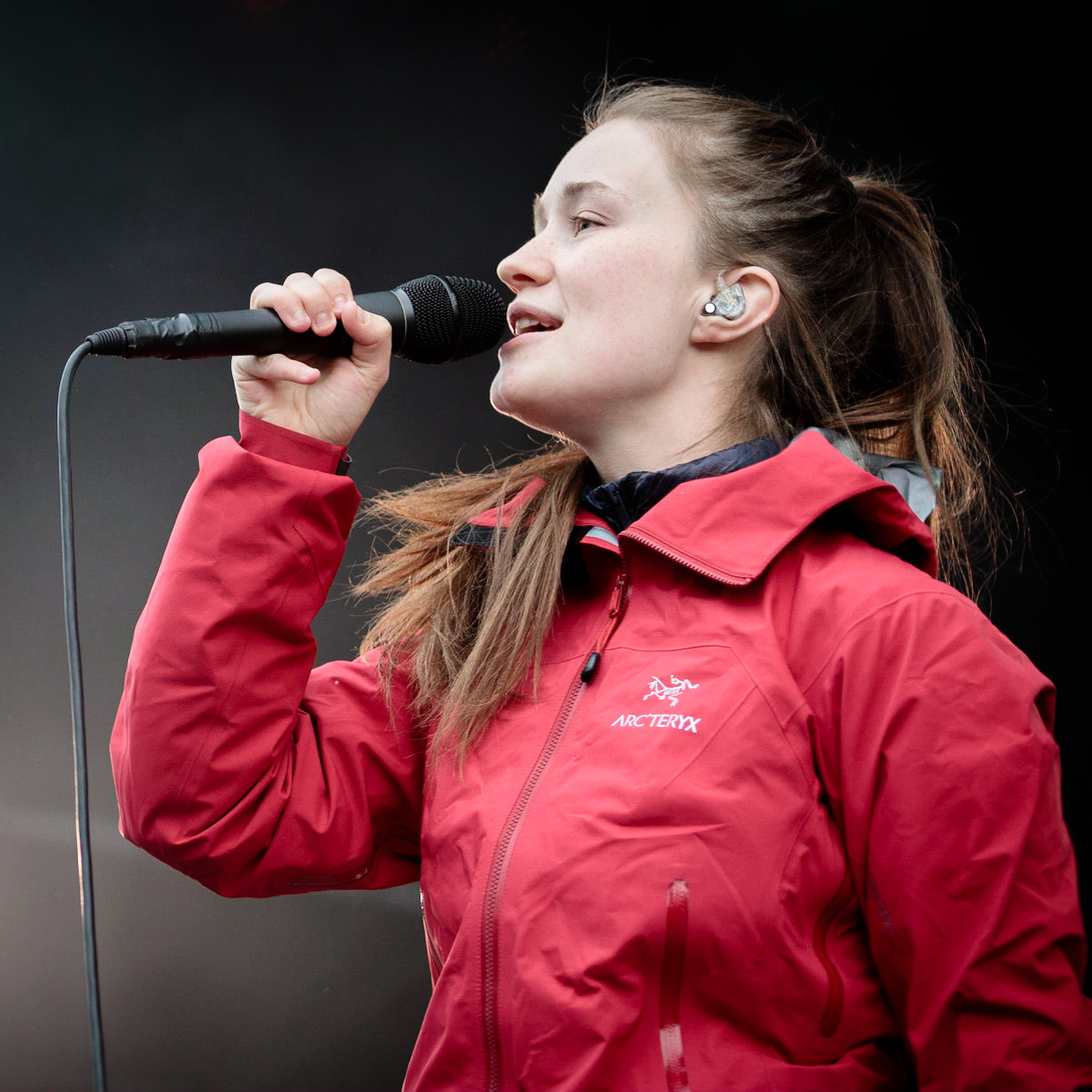
Sigrid OverOslo (Norwegen, 2018)

Sigrid Solbakk Raabe (* 5. September 1996 in Ålesund), besser bekannt als Sigrid, ist eine norwegische Sängerin, Songwriterin und Musikerin. 2017 veröffentlichte sie ihre Debüt-EP Don’t Kill My Vibe und gewann daraufhin den BBC Music Sound of 2018. Ihre Single Strangers erreichte Platz 10 der britischen Singlecharts und im März 2019 veröffentlichte sie ihr Debütalbum Sucker Punch, welches den ersten Platz der norwegischen und den vierten Platz der britischen Albumcharts erreichte.

## Leben
Sigrid Solbakk Raabe wurde 1996 in Ålesund geboren, wo sie in einem musikalischen Umfeld aufwuchs. Sie bekam als Jugendliche Klavier- und Gesangsunterricht und gründete, nach eigenen Angaben inspiriert von Joni Mitchell und Neil Young, zusammen mit ihrer Schwester Johanne eine Band. Daraufhin feierte sie bei einem Auftritt ihres Bruders Tellef Raabe ihr Bühnendebüt.
Später unterzeichnete sie einen Plattenvertrag bei Petroleum Records und veröffentlichte eine Single, die ihr lokale Beachtung einbrachte. Neben der Schule fand Sigrid jedoch keine Zeit für Promotion-Auftritte und Konzerte, da sie zu dem Zeitpunkt noch eine Karriere als Anwältin anstrebte. Mit 18 Jahren zog sie nach Bergen.

## Karriere

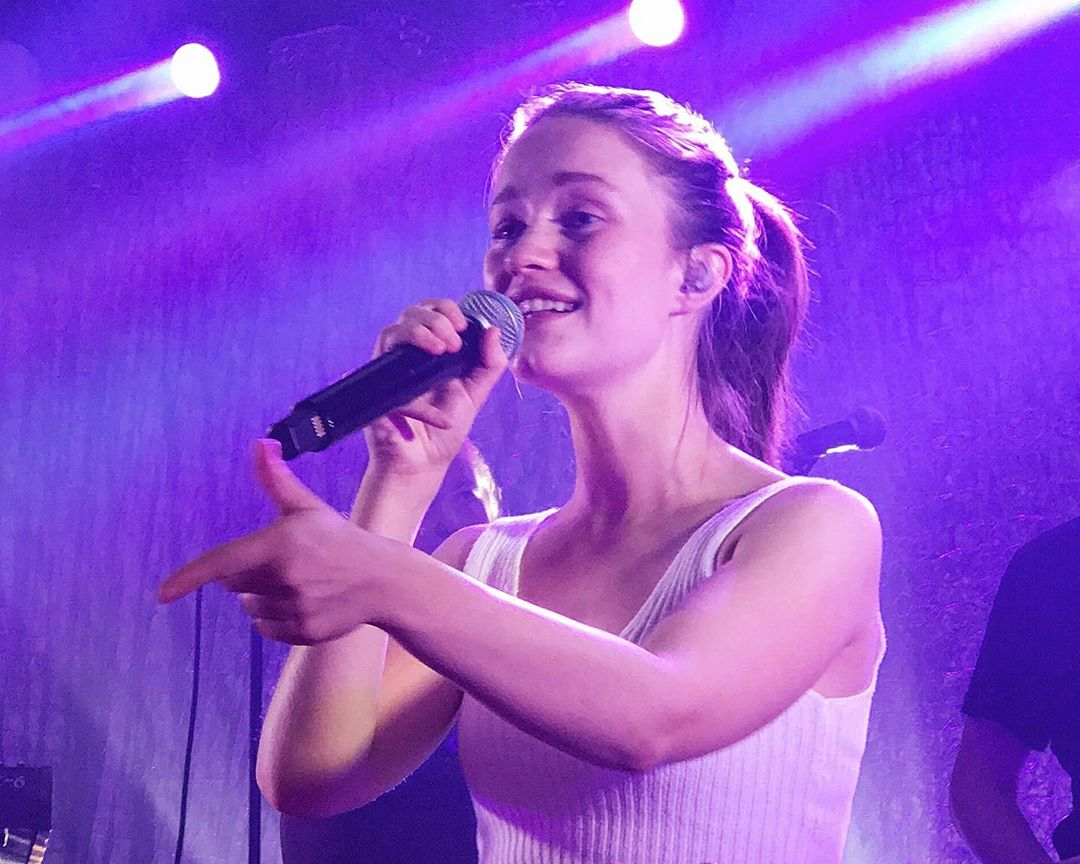
Sigrid in Detroit (USA, 2019)

Sigrid startete ihre Karriere 2013, als sie ihre Debütsingle Sun veröffentlichte. Obwohl es ihre erste Veröffentlichung war schaffte sie in Norwegen mit Sun ihren Durchbruch und unterzeichnete im folgenden Jahr bei Petroleum Records einen Vertrag. Sigrid trat auf einigen Festivals wie zum Beispiel dem Øyafestivalen auf und 2016 unterzeichnete sie dann einen Vertrag mit Island Records. Anfang 2017 veröffentlichte sie die Single Don’t Kill My Vibe, die sich in Sigrids Heimat sowie im Vereinigten Königreich in den Charts platzieren konnte. Michael Cragg, der das Lied für den Guardian vorstellte, bezeichnete Sigrid als die neue Lorde. Im Mai erschien eine gleichnamige EP mit vier Liedern, welche nicht nur in Norwegen und im Vereinigten Königreich, sondern auch in Australien in die Charts einstieg. Im Mai 2017 war Sigrid das Gesicht der Up-Next-Kampagne von Apple Music, in der neue, vielversprechende Künstler vorgestellt werden. Don’t Kill My Vibe wurde zum „Hottest Record in the World“ von BBC Radio 1 gewählt und sie trat auf dem Glastonbury Festival auf der Park Stage auf. Außerdem erschien ihr Song Don´t Kill My Vibe als Simlish Version auf dem Soundtrack zu The Sims 4: Parenthood. Im August 2017 trat Sigrid auf dem Reading Festival auf. Auch auf dem Soundtrack zu dem 2017 erschienenen Film Justice League ist sie vertreten, wenn auch mit einer Coverversion des Songs Everybody Knows von Leonard Cohen.
Es folgten Auftritte unter anderem bei Later… With Jools Holland, in der Late Late Show von James Corden sowie als TV-Debüt in Deutschland in der Late-Night-Show Inas Nacht mit dem Lied Fake Friends. Im November 2017 wurde sie bei der Awardshow P3 Gull des norwegischen Radiosenders NRK P3 als beste Newcomerin ausgezeichnet. Außerdem war sie nominiert in den Kategorien Beste/r Livekünstler/in des Jahres sowie Lied des Jahres für Don’t Kill My Vibe. Im Dezember 2017 trat Sigrid beim Nobel Peace Prize Concert, einem Konzert zu Ehren des Gewinners des Friedensnobelpreises auf, der Antiatomwaffenkampagne ican. Ende 2017 erhielt sie den European Border Breakers Award, der europäische Newcomer auszeichnet, die auch außerhalb ihrer Heimatländer erfolgreich sind. Zu Beginn des folgenden Jahres gewann sie die BBC-Prognose Sound of 2018.
Sigrid erhielt im Februar 2018 den Spellemannprisen 2017, den wichtigsten norwegischen Musikpreis, in der Kategorie Newcomerin des Jahres. Außerdem war sie in den Kategorien Popsolist (männlich/weiblich) und Lied des Jahres (für Don’t Kill My Vibe) nominiert. Beim Spellemannprisen 2018 war sie in den Kategorien Musikvideo des Jahres (für Sucker Punch), Popsolist (männlich/weiblich) sowie Lied des Jahres (für Strangers) nominiert. Im Juli 2018 folgte mit Raw ihre zweite EP und im Dezember kündigte sie ihr Debütalbum Sucker Punch an, welches am 8. März 2019 veröffentlicht wurde. Das Album besteht aus 12 Songs, davon 5 Singleauskopplungen. 2019 tourte Sigrid zusammen mit der amerikanischen Band Maroon 5 im Rahmen ihrer Red Pill Blues Tour durch Europa. Außerdem war sie Supportact für George Ezras Arenatour durch das Vereinigte Königreich. Ende 2019 startete Sigrid eine Headline-Tour durch Europa und Nordamerika, um die Veröffentlichung ihres Debütalbums Sucker Punch zu promoten. Sigrids Song Home to You ist auf dem Soundtrack zu The Aeronauts zu finden.
2020 beteiligte sich Sigrid zusammen mit Künstlerinnen und Künstlern wie Dua Lipa, Rita Ora oder Simon Neil (Biffy Clyro) an einem BBC-Radio-1-Live-Lounge-Cover des Foo-Fighters-Songs Times Like These, welches als Reaktion auf die COVID-19-Pandemie organisiert wurde.
Am 27. Juli 2025 hatte sie einen Gastauftritt bei Ed Sheerans Konzert in Oslo. Dort performte sie mit ihm ihren Hit Don’t Kill My Vibe.

## Tourneen
| Hauptprogramm - UK & Ireland Tour (2018) - European Tour (November 2018) - The Sucker Punch Tour (USA 2019) - UK & EU Tour (2019) - How to Let Go Tour (2022) | Vorprogramm - Oh Wonder – European Ultralife Tour (2017) - George Ezra – UK Arena Tour (2019) - Maroon 5 – Red Pill Blues Tour (2019) |

## Diskografie
Studioalben

| Jahr | Titel Musiklabel                   | Höchstplatzierung, Gesamtwochen, AuszeichnungChartplatzierungen (Jahr, Titel, Musiklabel, Platzierungen, Wochen, Auszeichnungen, Anmerkungen) | Höchstplatzierung, Gesamtwochen, AuszeichnungChartplatzierungen (Jahr, Titel, Musiklabel, Platzierungen, Wochen, Auszeichnungen, Anmerkungen) | Höchstplatzierung, Gesamtwochen, AuszeichnungChartplatzierungen (Jahr, Titel, Musiklabel, Platzierungen, Wochen, Auszeichnungen, Anmerkungen) | Höchstplatzierung, Gesamtwochen, AuszeichnungChartplatzierungen (Jahr, Titel, Musiklabel, Platzierungen, Wochen, Auszeichnungen, Anmerkungen) | Höchstplatzierung, Gesamtwochen, AuszeichnungChartplatzierungen (Jahr, Titel, Musiklabel, Platzierungen, Wochen, Auszeichnungen, Anmerkungen) | Anmerkungen                                            |
| Jahr | Titel Musiklabel                   | DE | AT | CH | UK | NO | Anmerkungen                                            |
| ---- | ---------------------------------- | --- | --- | --- | --- | --- | ------------------------------------------------------ |
| 2019 | Sucker Punch Island Records (UMG)  | DE63 (1 Wo.)DE | AT51 (1 Wo.)AT | CH54 (1 Wo.)CH | UK4 Gold · (15 Wo.)UK | NO1 ×2Doppelplatin · (43 Wo.)NO | Erstveröffentlichung: 8. März 2019 Verkäufe: + 140.000 |
| 2022 | How to Let Go Island Records (UMG) | DE61 (1 Wo.)DE | — | CH73 (1 Wo.)CH | UK2 (2 Wo.)UK | NO1 (7 Wo.)NO | Erstveröffentlichung: 6. Mai 2022                      |

## Auszeichnungen
| Spellemannprisen - 2017: „Newcomer des Jahres“ - 2019: „Spellemann des Jahres“ - 2019: „Popkünstler“ P3 Gull - 2017: „Newcomer des Jahres“ - 2018: „Lied des Jahres“ für Strangers | weitere Auszeichnungen - 2017: European Border Breakers Award - 2018: Sound of 2018 |